# 前本泰和
前本 泰和（まえもと やすかず、1972年4月9日 - ）は、広島県出身の競艇選手。70期。同期には濱野谷憲吾などがいる。広島支部所属。

## 来歴
- 1992年5月、徳山競艇場でデビュー。
- 1992年6月、宮島競艇場で水神祭を飾る。
- 1997年3月、大村競艇場で初優勝。
- 2007年5月、唐津競艇場での優勝を皮切りに、丸亀・常滑・鳴門・津・びわこ・多摩川（鳴門開催はG3企業杯・第7回オロナミンCカップ、残りは一般戦）と7節連続優勝の新記録を達成。11月15日には、児島競艇場で行われたG1競艇キングカップ・開設55周年記念でG1初制覇。
- 2010年2月、下関競艇場で行われたG1第53回中国地区選手権で優勝。
- 2013年6月16日、児島競艇場で開催された『第18回日本財団会長杯』3日目1Rで1500勝を達成[1]。
- 2013年11月、宮島競艇場で行われたG1宮島チャンピオンカップ開設59周年記念で優勝。
- 2013年12月、住之江競艇場で行われたSG第28回賞金王シリーズ戦でSG初制覇。
- 2016年2月、徳山競艇場で優勝し、24場制覇を達成[2]。
- 2021年6月27日、児島競艇場で行われた第31回グランドチャンピオン決定戦でSG2度目の制覇[3]。
- 2023年2月22日、日本モーターボート競走会に引退届を提出していたことが分かった。2月10日に児島競艇場において開催された第66回中国地区選手権・10Rの特別選抜B戦がラストラン（5着）、生涯獲得賞金は12億1630万4959円だった。

## 選手特徴
コース取りから積極的なインファイターで、特に1コース進入時の3連対率が高い。

## 人物
動物好きで、自宅に犬と猫を飼っている。

## 獲得タイトル

### SG
- 2013年 第28回賞金王シリーズ（住之江競艇場）
- 2021年 第31回グランドチャンピオン決定戦（児島競艇場）

### G1
- 2007年 児島55周年（児島競艇場）
- 2010年 第53回中国地区選手権（下関競艇場）
- 2013年 宮島59周年（宮島競艇場）
- 2018年 唐津64周年（唐津競艇場）
- 2018年 第61回中国地区選手権（児島競艇場）
- 2021年 宮島67周年（宮島競艇場）

### G2
- 2020年 MB大賞（戸田競艇場）